# Maradványérték
A maradványérték egy adott eszköz (például gép, jármű stb.) becsült piaci értéke a hasznos élettartam végén rendeltetésszerű használat mellett, vagyis az az összeg, amennyiért a használat végeztével az eszköz értékesíthető.
A fogalom használatos a számvitelben, a lízingügyleteknél illetve a biztosítási szerződéseknél.

## Számvitel
A számvitelben maradványérték: a rendeltetésszerű használatbavétel, az üzembe helyezés időpontjában - a rendelkezésre álló információk alapján, a hasznos élettartam függvényében - az eszköz meghatározott, a hasznos élettartam végén várhatóan realizálható értéke. Nulla lehet a maradványérték, ha annak értéke valószínűsíthetően nem jelentős;
A magyar számviteli törvény előírásai szerint az értékcsökkenési leírás kiszámításánál a maradványértékkel csökkentett bekerülési értékből kell kiindulni és azt kell felosztani a hasznos élettartamra. Ez azt jelenti, hogy rendeltetésszerű használat esetén a hasznos élettartam végén az eszköz könyv szerinti értéke megegyezik a maradványértékkel. Amennyiben a maradványérték nem jelentős az eredeti beszerzési értékhez viszonyítva, nullának szokás tekintetni. A magyar számviteli törvény és az IFRS szerint a maradványérték nem lehet negatív: abban az esetben, ha a hasznos élettartam végén az eszközzel kapcsolatban várhatóan bontási, környezethelyreállítási stb. költségek merülnek fel (például bánya esetében), ezekre céltartalékot kell képezni. Az IFRS szerint ilyen kötelezettségek megléte esetén a bekerülési értéket növelni kell a céltartalék összegével. Az US GAAP elfogadja ilyen esetben a negatív maradványértéket.
A gépjármű-lízing szerződéseknél az úgynevezett maradványértékes finanszírozás azt jelenti, hogy a törlesztőrészlet kiszámításánál figyelembe veszik a gépjármű piaci értékét a futamidő végén. A törlesztőrészlet így alacsonyabb, mint az általános (nem maradványértékes) szerződések esetén, mert a futamidő végén a gépjármű vételára fedezi a különbözetet. Ebben az esetben a szerződésben maradványértéknek nevezett összeg alacsonyabb, mint a futamidő végén várható eladási ár.
A gépjármű-biztosítási szerződésekben maradványértéknek nevezik azt az összeget, amennyiért a nem javítható roncs (hulladékanyagként vagy alkatrészként) értékesíthető. Ezt az összeget rendszerint levonják a kártérítés összegéből.

## Maradványérték (lízing esetén)
Az utolsó havi lízingdíjjal együtt esedékes összeg, amelynek megfizetésével a lízingbevevő (vagy nyíltvégű pénzügyi lízing esetén az általa kijelölt személy) a lízingtárgy (ingatlan) tulajdonosává válik.